# 鄜延路
鄜延路，北宋设置的路。
庆历元年（1041年）析陕西路沿边地置鄜延路经略安抚使，治所在延州（后升延安府，今陕西延安市）。辖境相当今陕西省宜君、黄龙、宜川等县以北，吴堡县及大里河、白于山以南地。熙宁后北部扩大。元朝时废。 

## 长官

### 金朝
关于金朝的鄜延路兵马都总管兼延安尹，参见延安府